# آیلین
آیلین دِردِریان (زادهٔ ۱۹۵۲ در تهران) بازیگر ارمنی‌تبار اهل ایران است.

## زندگی
آیلین ویگن، دختر ویگن دردریان (ملقب به سلطان جاز ایران) و خواهر دوقلوی ژاکلین خواننده و ترانه‌سرا، در ۱۹۵۲ (۱۳۳۱) در تهران متولد شد. آیلین همسر سابق فرزان دلجو بود. او به تشویق پدرش به بازیگری در فیلم‌های سینمایی روی آورد و از سال (۱۹۷۴ تا ۱۹۷۸) ۱۳۵۳ تا ۱۳۵۷ در ۸ فیلم بازی کرد. آیلین پس از انقلاب در شبکه‌های محلی لس‌آنجلسی بازیگر قطعات طنز نمایشی به همراه شهرام شب‌پره و هوشنگ توزیع بود و سپس در شبکه‌های ماهواره‌ای فارسی‌زبان به همراه شهروز رفیعی و رافی خاچاطوریان به عنوان یکی از قوی‌ترین و پرطرفدارترین مجریان شبکه‌های فارسی‌زبان درخشید. آیلین هم‌اکنون هم از برنامه‌سازان و مجریان شبکه فارسی‌زبان ماهواره‌ای محسوب می‌شود.
وی در سال‌های اخیر در نمایش بالش سه نفره و فیلم از مهسا تا هنوز… آثار فرزان دلجو حضور داشت.

## نگارخانه

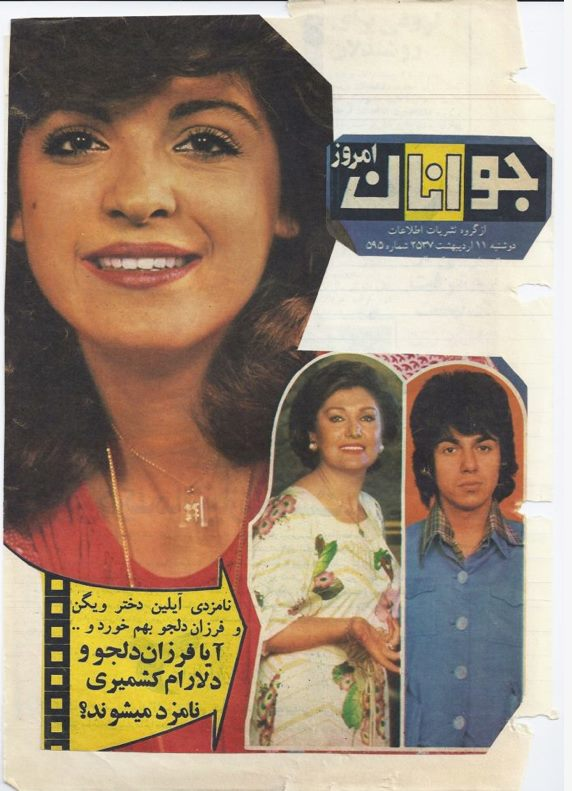
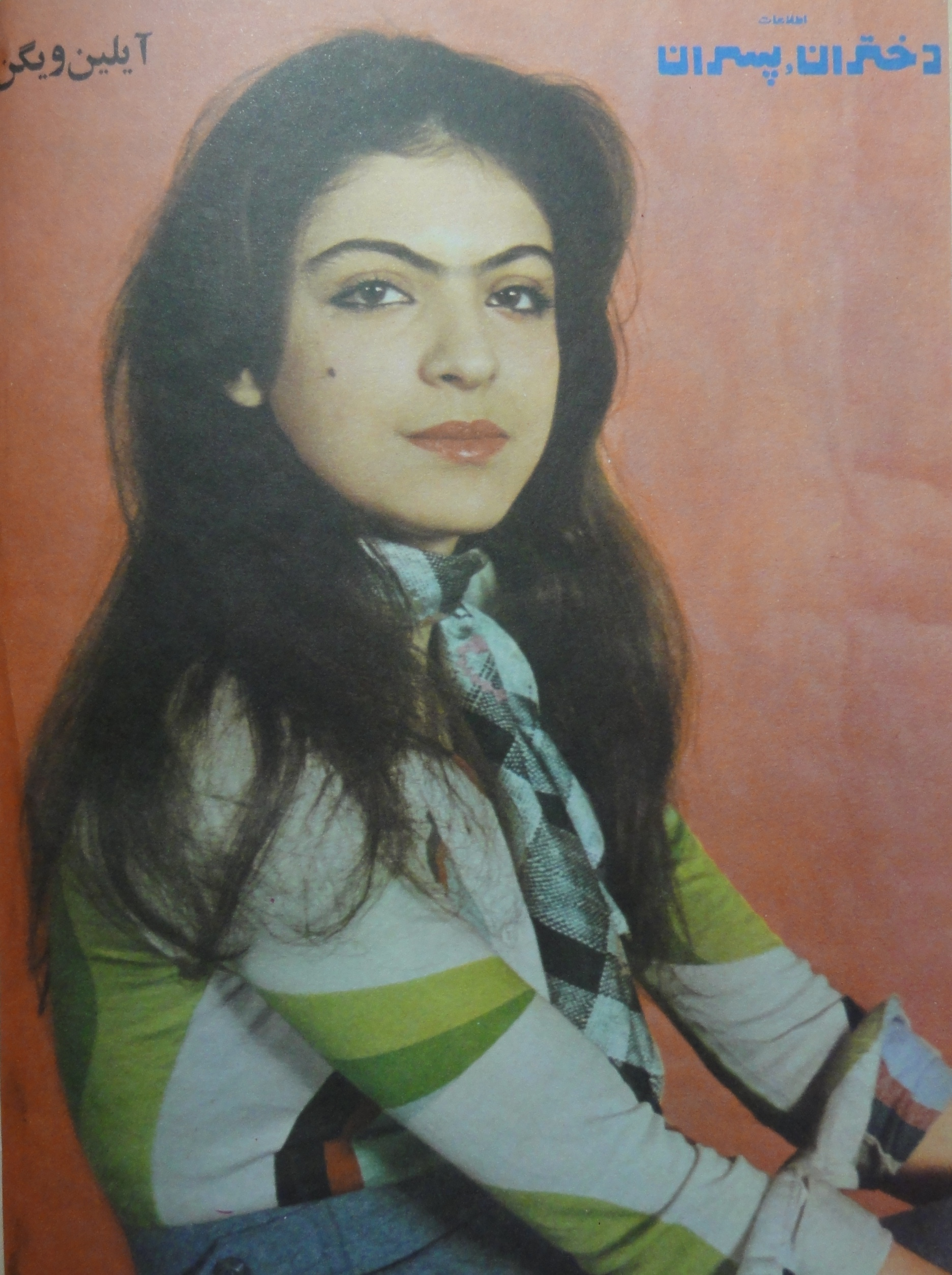

## فیلم‌شناسی
- امشب اشکی می‌ریزد (۱۳۵۷)
- بوی گندم  (۱۳۵۶)
- ماهی‌ها در خاک می‌میرند (۱۳۵۶)
- علف‌های هرز (۱۳۵۵)
- فاصله (۱۳۵۴)
- شکست‌ناپذیر (۱۳۵۳)
- یاران (۱۳۵۳)